# Труд (клуб по хоккею с мячом, Курск)
«Труд» — команда по хоккею с мячом из города Курск. Основана в 1958 году из игроков сборной города Курска.
Победитель 8-го чемпионата РСФСР (1958/59).
С сезона 1959/60 до 1969/70 выступала в чемпионатах СССР по хоккею с мячом.
За эту команду играли: Геннадий Андреев, заслуженный мастер спорта СССР Виктор Громаков, Николай Назаров, мастер спорта СССР Валентин Васильчуков, мастер спорта СССР Геннадий Дьяков, мастер спорта СССР Михаил Евдокимов, мастер спорта СССР Геннадий Забелин, мастер спорта СССР Георгий Курдюмов, Николай Фокин, мастер спорта СССР Леонард Щеколенко, Владимир Ордынец, Юрий Лунин, Виктор Малофеев, Виктор Серденко, Евгений Магницкий, Евгений Базаров, Дмитрий Кирсанов, Валерий Рылеев и другие хоккеисты.
Дмитрий Кирсанов дебютировал в команде в сезоне 1962/63 в возрасте 18 лет.
Николай Назаров в 1953/54-1957/58 и в 1959/60-1960/61 выступал за команду СКА (Свердловск),
в составе которой дважды становился чемпионом СССР (1956,1958), а в 1957,1961 — вице-чемпионом. Он также является двукратным чемпионом мира (1957,1961).
Виктор Громаков в 1960/61-1964/65, 1966/67-1973/74 играл в составе команды «Вымпел» (Калининград). В 1963 году он вместе с командой занял третье место (это наилучший результат «Вымпела» в чемпионатах СССР). Виктор Громаков два раза был чемпионом мира (1969,1971).
Леонард Щеколенко в 1960/61-1961/62 был игроком московского «Динамо», в составе которого стал чемпионом СССР (1961), а в 1962 году получил бронзовую медаль. В 1965/66 −1968/69 выступал за «Фили» (Москва).
Геннадий Забелин в 1961/62 выступал за ЦСКА (Москва), став серебряным медалистом чемпионата страны. Это был последний сезон этой команды, так как её затем расформировали.
Валентин Васильчуков в 1962/63 перешёл в СКА (Хабаровск), где был до 1965-66 (в 1964 году стал серебряным призёром, а в 1965 — бронзовым), после чего вернулся в «Труд» (Курск).
Евгений Базаров в 1966/67 — 1969/70 играл в команде «Фили» (Москва), а затем в 1970/71 — 1975/76 — за «Вымпел» (Калининград).